# Carl Christian Hall
Carl Christian Hall, född 25 februari 1812, död 14 augusti 1888, var en dansk politiker, far till Carl Hall.
Hall, som var hantverkarson, blev 1837 auditör, 1840 juris doktor, 1844 överauditör, 1847 tillika docent i romersk rätt vid universitetet, 1851 generalauditör och erhöll 1854 avsked. Liberal till sin övertygelse, men mera moderat än vännerna Carl Emil Fenger och Ditlev Gothard Monrad, tog Hall inte någon del i 1840-talets eller marsdagarnas politiska oro. På riksförsamlingen 1848-49 spelade han dock en huvudroll. År 1849 blev han ledamot av Folketinget, och efter hand ledare för den nationalliberala centern, som han organiserade i Femte-Juni-Foreningen, och vars huvudorgan blev det Hall närstående Dagbladet (1851-). Med stor begåvning, saklig duglighet, temperamentsfull vältalighet och charmerande älskvärdhet förenade Hall den borne parlamentarikerns och taktikerns förmåga att förhandla och medla. Övertygelsen om Eidergränsen som Danmarks nationella mål fasthöll han alltid, men han betraktade den genom kungörelsen av den 28 januari 1852 proklamerade helstaten som ett storpolitiskt nödvändigt ont. Uppgiften blev då att skapa en konstitutionell författning för den samlade monarkin. Efter oktrojerande av den reaktionära helstats-författningen av 26 juli 1854 fastslog Hall som Folketingets ledare omöjligheten av en icke-konstitutionell helstad och åstadkom därigenom Anders Sandøe Ørsteds regerings fall i december 1854. I Peter Georg Bangs nya regering respresenterade Hall och Carl Georg Andræ den liberala opinionen. Tillsammans med Ludvig Nicolaus Scheele bestämde de ministärens politik och genomdrev den av Andræ utarbetade konstitutionella författningen gemensamma författningen av 2 oktober 1855. Som kultusminister genomförde Hall viktiga kyrko- och skollagar. 1856-66 var han medlem av riksrådet, blev 1857 konseljpresident och juli 1858, efter helstatsmannen Andræs utträde även utrikesminister. Redan 1856 hade slesvig-holsteinarna protesterat mot lagligheten av oktoberförfattningen, och de tyska stormakterna tog sig an deras krav. En 7-årig diplomatisk notväxling leddes med överlägsen skicklighet av Hall, som i det han liksom motsträvigt erbjöd ständigt större medgivanden, gradvis lät driva sig tillbaka till den från dansk sida åtrådda Eiderstaten. Milstolparna är upphävandet av den gemensamma författningen för Holsteins vidkommande 6 november 1858, kungörelsen om Holsteins avsöndrande 30 mars 1863 och den gemensamma författningen för Danmark och Slesvig 18 november 1863. När denna politik trots allt ledde till kriget 1864 och förlusten av hertigdömena, berodde det dels på Europas bristande förståelse av stridsfrågorna, dels på Bismarks framträdande, dels Sverige-Norges oklara tillbakaträdande från den skandinaviska alliansen på hösten 1863. Den Hallska politiken fördes med full uppslutning från både bondevänner och nationalliberala, och Halls förnämste motståndare och nära vän Andræ vek undan för ansvarets börda. Efter Fredrik VII:s död 15 november 1863 begärde Hall Kristian IX:s underskrift på novemberförfattningen, men efter den engelsk-fransk-ryska påtryckningen i december 1863 trädde han tillbaka och stödde, tronts Monrads inkorrekta uppträdande, lojalt dennes regering under kriget 1864, trots att Hall nu klart såg nödvändigheten av Slesvigs delning och ogillade Londonkonferensens sprängning. Under de följande åren höll sig Hall, vars personliga position var oförändrad i bakgrunden, men blev under sammanväxningen av nationalliberala och högerpartiet kultusminister i Ludvig Holstein-Holsteinborgs regering 1870-74 och genomförde bland annat tudelningen av den lärda skolan och uppförandet av den nya kungliga teatern. 1874 ledare för Folketingets höger, trädde Hall efter ett slaganfall 1879 ut ur tinget 1881.

## Utmärkelser
- Storkors av Dannebrogorden,  1858[4]
- Dannebrogsmännens hederstecken,  1858[4]
- Riddare av Elefantorden,  1874[4]

[Redigera Wikidata]